# فيديريكو نافارو
فيديريكو نافارو (بالإسبانية: Federico Navarro)‏ هو لاعب كرة قدم أرجنتيني في مركز الوسط، ولد في 9 مارس 2000 في Castellanos Department ‏ في الأرجنتين. لعب مع تاليريس كوردوبا.

## وصلات خارجية
- فيديريكو نافارو على موقع الدوري الأمريكي (الإنجليزية)
- فيديريكو نافارو على موقع قاعدة بيانات كرة القدم.إي يو (الإنجليزية)
- فيديريكو نافارو على موقع Soccerway.com (الإنجليزية)
- فيديريكو نافارو على موقع عالم كرة القدم.نت (الإنجليزية)